# Livres pontificaux
Les livres pontificaux de la Rome antique nous sont connus par les sources suivantes :
- libri pontificii : Cicéron, De re publ. 2, 54 ; De nat. deor. 1, 84; Varron, De ling. Lat. 5, 98 ; Festus, art. Tesca, p. 488 Lindsay ;
- libri pontificales : Sénèque, Epist. 108, 31 ; Servius, Commentaires sur l'Enéide 7, 190 ; 12, 603 ; sur les Eglogues 5, 66 ; sur les Géorgiques. 1, 344 ; Servius Danielinus, sur les Géorg. 1, 21. 270 ; CIL VI, 2195 b ;
- libri pontificum : Cicéron, De domo 33 ; De orat. 1, 193 ; Horace, Epist. 2, 1, 26 ; Festus, art. Opima spolia, p. 204 Lindsay ; Macrobe, Saturnales 1, 12, 21 ; Arnobe, Adv. nat. 4, 18 ; Marius Victorinus, Gramm. Lat. (ed. Keil) 6, 12, 20.

À quoi on peut ajouter :
- commentarii pontificum : Cicéron, Brut. 55 ; De domo 136 ; Tite-Live 4, 3, 9 ; 6, 1, 2 ; Quintilien, Inst. orat. 8, 2, 12 ; Pline l'Ancien, Nat. hist. 18, 14 ;